# Leucania hannemanni
Leucania hannemanni là một loài bướm đêm trong họ Noctuidae.